# 森 (交野市)
森（もり）は、大阪府交野市の地名。大字。森南（もりみなみ、1–3丁目）、森北（もりきた、1–2丁目）についても本項で述べる。

## 地理
森・森南・森北は交野市の中央部東側に位置する。森は山地部を東に伸びており、その西端に森南が接している。森南の北側にはJR片町線（学研都市線）を挟んで森北が隣接する。
周囲には、北に私部南・寺南野・寺・傍示、東に私部、南から西にかけて私市・天野が原町がある。

### 河川
- 小久保川[7][8]

## 歴史
室町時代には、河内郡交野郡の郷名として森村郷という名が見られる。
江戸時代には森村といった。初め大阪西町奉行役知で、その後、幕府領となる。寛永10年（1633年）に山城淀藩永井氏領、万治元年（1658年）に旗本永井氏領、後に京都所司代永井氏領となった。貞享4年（1687年）に幕府領となった後、元禄7年（1694年）に相模小田原藩大久保氏領となった。
村の鎮守に川東神社があり、寺院は浄土宗須弥寺と同寺末の大道庵があった。
1881年（明治14年）、大阪府に属し、1889年（明治22年）、磐船村の大字森となった。

### 地名の由来
森宮内少輔という人物に由来するという話が地元に伝わる。それによると、延久年間（1069–1074年）、石清水八幡宮の荘園である三宅山の山司（荘司）として森宮内少輔という人物が派遣されてきた。宮内少輔は後の森に住んだが、彼は有徳の人で、荒廃していた警固観音を再興した。これにより名を上げた宮内少輔にちなみ、元々「無垢根」（むくね）と呼ばれていた村が「森の村」と呼ばれるようになったという。

### 沿革
- 1889年（明治22年） - 交野郡磐船村の大字となる[10]。
- 1896年（明治29年） - 所属郡が北河内郡に変わる[11]。
- 1939年（昭和14年） - 交野町の大字となる[7]。
- 1971年（昭和46年） - 交野市の大字となる[7]。
- 1978年（昭和53年） - 一部が森南1-3丁目、森北1-2丁目となる（森北1丁目は私部だった場所を含む）[12]。

## 世帯数と人口
2024年（令和6年）3月31日現在の世帯数と人口は以下の通りである。
| 丁目      | 世帯数    | 人口    |
| --------- | --------- | ------- |
| 大字森    | 21世帯    | 52人    |
| 森南1丁目 | 320世帯   | 702人   |
| 森南2丁目 | 99世帯    | 244人   |
| 森南3丁目 | 302世帯   | 732人   |
| 森北1丁目 | 344世帯   | 647人   |
| 森北2丁目 | 95世帯    | 181人   |
| 計        | 1,181世帯 | 2,558人 |

## 学区
市立の小・中学校に通う場合、学区は以下の通りとなる。
| 町・字 | 番・番地等 | 小学校             | 中学校             |
| ------ | ---------- | ------------------ | ------------------ |
| 大字森 | 全域       | 交野市立岩船小学校 | 交野市立第四中学校 |
| 森南   | 全域       | 交野市立岩船小学校 | 交野市立第四中学校 |
| 森北   | 全域       | 交野市立岩船小学校 | 交野市立第四中学校 |

## 施設
- 交野市立岩船小学校（森北1丁目）[14]
- 関西スーパー 河内磐船店（森北1丁目）[15]
- キリン堂 河内磐船店（森北1丁目）[16]
- JA北河内 磐船支店（森南2丁目）[17]
- 須弥寺（森南3丁目）[18]

## 交通

### 鉄道
- JR片町線（学研都市線） - 河内磐船駅（森南1丁目）[19]

### バス
- 京阪バス - 河内磐船駅発着の路線がある[20]。

### 道路
- 大阪府道・京都府道736号交野久御山線 - 森北1丁目と私部南4丁目の間を通る[6]。